# Chinatown, Manhattan

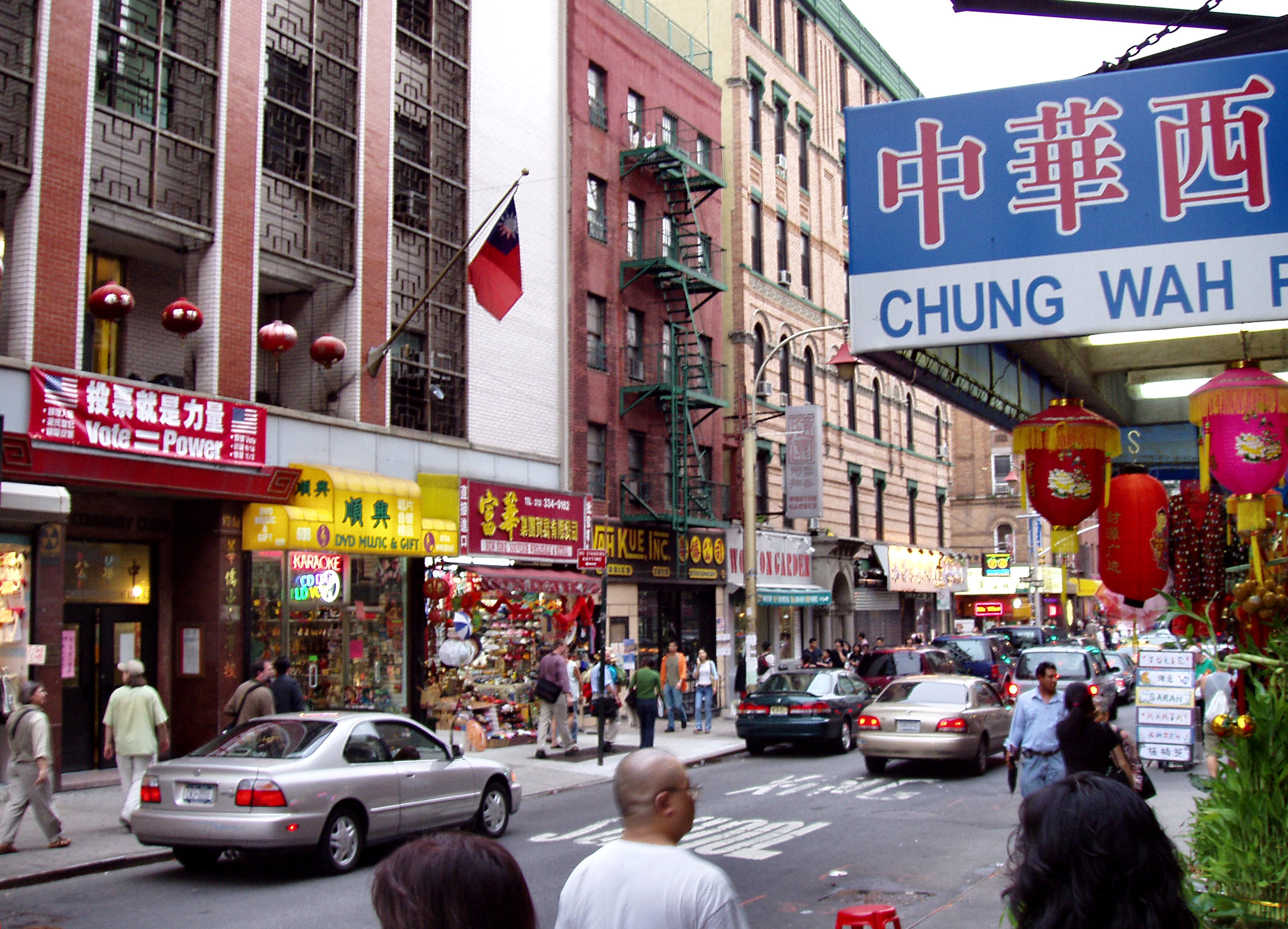
Chinatown på Manhattan, New York. Mitt i bilden syns Republiken Kinas flagga.

Chinatown är ett område på nedre Manhattan i New York. År 1980 passerade den San Franciscos Chinatown i storlek och är nu den största enklaven av kinesiska immigranter på västra halvklotet. Cirka 150 000 kineser uppskattas bo på Manhattan.